# Angela Black
Angela Black is een zesdelige televisieserie uit 2021 bedacht door de broers Harry en Jack Williams. De serie werd geproduceerd door Two Brothers Pictures in samenwerking met Independent Television en Spectrum Originals.

## Verhaal
Angela Black is getrouwd met Olivier Meyer. Olivier pretendeert een charismatische, goedgezinde en liefdevolle man te zijn. In werkelijkheid mishandelt hij Angela fysiek, roept tegen de kinderen en kan van haar geen tegenkanting verdragen. Op een dag beseft Angela dat ze wordt achtervolgd door een man en spreekt hem hierover aan. De man is Ed Harrison en geeft toe Angela al twee maanden te achtervolgen in opdracht van Olivier. Olivier zou volgens hem willen scheiden van Angela en wil het hoederecht over hun kinderen. Ed moet zoveel mogelijk negatieve zaken van Angela aan het licht brengen die tegen haar gebruikt worden in de rechtszaak. Volgens Ed is Olivier een psychopaat die het liefst van al Angela dood wil, daarom raadt Ed haar aan om op onopvallende wijze in tegenaanval te gaan. Ed beweert dat het niet de eerste moord zou zijn van Olivier: een vrouw die sinds enkele jaren vermist is, werd in werkelijkheid vermoord door Olivier en Ed weet waar het lichaam werd begraven. Op de vraag hoe Ed dit alles weet, is hij vaag: hij komt die dingen gewoon te weten. Hij geeft haar een gsm die zij verborgen moet houden en waarmee ze onderling contact houden.
Angela vindt voldoende aanwijzingen dat het verhaal van Ed correct is. Ed komt nog dubieuze zaken over Olivier te weten en vreest dat Angela elk moment kan worden vermoord. Daarom overtuigt hij Angela om Olivier uit te schakelen. Ze spreken af dat zij een slaapmiddel mengt in zijn drinken, vervolgens "breekt" Ed in het huis, Angela belt bij de buren de hulpdiensten en tijdens die tijdspanne vermoordt Ed Olivier. Het plan wordt uitgevoerd, maar verloopt niet zoals verwacht: bij aankomst van de hulpdiensten is Olivier klaarwakker en van Ed is geen spoor. De politie gelooft haar verhaal niet want op de camerabeelden van het huis is niets verdachts te zien, de gsm is verdwenen en ze heeft geen getuigen die haar samen met Ed heeft gezien. Ook van de andere beweringen van Ed blijkt niets te kloppen. Olivier is wel van mening dat er een inbreker is geweest en toont Angela waar hij het jachtgeweer van zijn grootvader verbergt in het huis. De volgende dag keert Ed terug naar het huis en Angela wil hem onder schot houden met het jachtgeweer. De persoon die binnenkomt is niet Ed, maar Olivier. Angela wordt vervolgens gearresteerd wegens illegaal wapenbezit. Olivier verklaart dat hij het geweer nog nooit heeft gezien en enkel de vingerafdrukken van Angela worden er op gevonden. Angela wordt vervolgens in de psychiatrie opgenomen: enkele jaren geleden werd ze ook opgenomen wegens waanbeelden ten gevolge van stress, oververmoeidheid en een zware depressie. Nu blijkt dat het hele verhaal grotendeels overeenkomt met de inhoud van een boek dat in haar huis werd gevonden. De antagonist van dat boek heet Ed Harrison.
Nadat Angela de instelling mag verlaten, gaat ze op onderzoek. Ze vindt Ed Harrison, maar zijn echte naam is Theo Walters die een garagebedrijf heeft dat enkele maanden geleden in vlammen opging. Angela vindt uiteindelijk de werkelijke toedracht van Theo. Theo "helpt mensen met problemen" in ruil voor een wederdienst. Met de vorige eigenaar van de garage had hij zulke afspraak: Theo legde een valse verklaring af zodat de vorige eigenaar vrijuit ging in een rechtszaak. In ruil daarvoor droeg die eigenaar de autozaak over aan Theo. Theo geraakte in financiële moeilijkheden en ontmoette Olivier toevallig op een trein. Ze spraken af dat Olivier de garage van Theo in brand steekt om verzekeringsgeld op te strijken. In ruil zou Ed Olivier helpen om Angela in de psychiatrie te doen belanden om zo de voogdij over de kinderen te krijgen. Alle bewijzen werden vernietigd, ze zouden onder andere gebruikmaken van valse camerabeelden, op de gsm van Angela wordt tracking software geïnstalleerd, allerhande documenten worden vervalst, ... Hun inspiratie halen ze uit een roman die ze in het huis verstopten en zogezegd door Angela werd gelezen.
Omdat Theo gewetensloos is, huurt Angela hem in en betaalt ze met onder andere dure juwelen. Angela gaat eerst naar Olivier en laat haar aan de voordeur opzettelijk mishandelen. Daarna rijdt ze naar Theo's garage en vernielt de auto's. Theo belt Olivier om te komen omdat Angela is doorgeslagen. Theo en Angela overmeesteren Olivier en bergen hem op in een kofferbak. Daarna verwonden ze elkaar, bellen de politie en beweren dat Olivier is doorgeslagen nadat hij hun affaire te weten is gekomen. Van een buitenechtelijke relatie is geen sprake want ze zijn ondertussen gescheiden. De camerabeelden bewijzen dat Olivier haar eerder op de avond aan de voordeur fysiek heeft aangevallen. Olivier wordt gearresteerd en opgesloten. Volgens Angela's advocaat zijn er nu voldoende bewijzen dat de jury hem schuldig acht en in de gevangenis zal blijven. Om Theo uit te schakelen, geeft ze zijn adres door aan de personen die ten onrechte werden beschuldigd door zijn valse verklaring en op wraak uit zijn.

## Rolverdeling
| Acteur          | Personage                |
| --------------- | ------------------------ |
| Joanne Froggatt | Angela Black/Meyer       |
| Michiel Huisman | Olivier Meyer            |
| Samuel Adewunmi | Ed Harrison/Theo Walters |
| Seth Stokes     | Max Meyer                |
| Clement Stokes  | Sam Meyer                |
| Ashley McGuire  | Judy                     |
| Pippa Nixon     | Claire Chappelhow        |
| Zora Bishop     | Nasrin                   |
| Joe Coen        | Chris                    |
| Lara Rossi      | Gwen                     |
| Sara Houghton   | Marissa                  |